# Мика Морозов
«Ми́ка Моро́зов» (другое, иногда встречающееся название — «Портре́т Ми́ки Моро́зова») — картина русского художника Валентина Серова. Она написана в 1901 году. Для художника в возрасте четырёх лет позировал будущий советский литературовед (специалист по творчеству Уильяма Шекспира), театровед, педагог, переводчик Михаил Морозов, сын крупного российского предпринимателя и мецената Михаила Абрамовича Морозова. Портрет был написан на съёмной квартире автора в Большом Знаменском переулке в Москве. Работа Серова над портретом отражена в воспоминаниях матери мальчика.
Картина находится в коллекции Государственной Третьяковской галереи в Москве, куда она поступила в 1917 году. Она была неоднократно представлена на национальных и международных выставках. Среди них выставка «В традициях русского искусства», проходившая в 2004—2005 годах в Смитсоновском институте в Вашингтоне, и выставка произведений из коллекции братьев Морозовых в Фонде Луи Вюитона в Париже в 2021—2022 годах.
Картина «Мика Морозов» привлекала серьёзное внимание мемуаристов, искусствоведов, литературоведов, как в советский период, так и в современной России. Заслуженный деятель искусств РСФСР Паола Волкова в книге «Мост через бездну» (2015) отмечала, что полотно отражает характерное для второй половины XIX века представление о ребёнке — «подчас эмоциональный или психический, или внутренний мир ребёнка значительней, нежели мир взрослого человека». Взрослый живёт «в мире социально определённом» — в «ложном и закрытом» мире. Полная же открытость свойственна, с точки зрения художников того времени, именно детям. Она отмечала, однако, что именно со второй половины XIX века художники «начинают заниматься только спасением мира», а дети их интересуют мало. Поэтому трактовка Серовым ребёнка на портрете Мики Морозова «самая малочисленная и очень быстро обрывающаяся», но одновременно и «самая глубокая, самая плодотворная».
Один из выпусков телевизионной программы «Третьяковская галерея. История одного шедевра» был посвящён картине «Мика Морозов». Её режиссёром-постановщиком стал лауреат Государственной премии Российской Федерации в области литературы и искусств Владимир Венедиктов. Полотно и история его создания получили отражение в художественной литературе и публицистике. Картина нашла применение в преподавании изобразительного искусства и русского языка в начальной и средней школе, а также в дошкольном образовании.

## Изображение на полотне
Мальчик, изображённый на картине, — третий ребёнок в семье крупного промышленника, коллекционера и мецената Михаила Абрамовича и его супруги — хозяйки известного в своё время литературно-музыкального салона Маргариты Кирилловны Морозовых, будущий советский литературовед (специалист по творчеству Уильяма Шекспира), театровед, педагог, переводчик Михаил Михайлович Морозов (1897—1952). Мальчик вскакивает с кресла, в котором он сидел. Ощущение стремительности его движений усиливают использованные художником приёмы французского импрессионизма. Увлечённость ребёнка игрой или чем-то другим, что остаётся неизвестным зрителю, подчёркивается «широко распахнутыми карими глазами, приоткрытыми пунцовыми губками и румянцем».
Рот Мики полуоткрыт. Большие тёмные глаза мальчика пристально во что-то вглядываются. Курчавые волосы на его голове находятся в живописном беспорядке. Он положил руки на подлокотники кресла. Зрителю представляется, что Мика спустя мгновенье вскочит и побежит… Советский и российский искусствовед Дмитрий Сарабьянов утверждал, что жест и поза мальчика на картине настолько удачно выбраны художником, что «эмоции маленького героя можно читать как открытую книгу». Любопытство, которым он охвачен, заставляет его приподняться, вытянуть шею и напрячься. По словам Сарабьянова, он «кажется воплощением детской любознательности».
Кандидат филологических наук Евгения Коробкова рассказывала, что литературный критик Галина Юзефович предполагала: украшенный резьбой детский деревянный стул из мастерских Абрамцево, стоявший в её доме, мог быть стулом, на котором изображён Мика Морозов на картине Валентина Серова или его «братом-близнецом». Он принадлежал сестре прадеда Юзефович — артистке Бэлле Казарозе. По мнению Юзефович, «чисто теоретически», она могла встречаться с Серовым.

## История создания картины
Картина создана русским художником Валентином Серовым в 1901 году. Техника, в которой выполнено полотно, — масляная живопись по холсту. Размер картины — 62,3 × 70,6 см. Русская и советская художница Нина Симонович-Ефимова утверждала, что портрет был написан на съёмной квартире Валентина Серова в Большом Знаменском переулке в Москве. Эту информацию подтверждает в примечаниях к изданию её воспоминаний искусствовед Григорий Арбузов. Художник занимал половину верхнего этажа над квартирой хозяев в двухэтажном доме купцов Улановых. Это была любимая съёмная квартира семьи Серовых, в которой они прожили не менее десяти лет, пока Улановым не понадобился весь принадлежавший им дом и они не потребовали от художника покинуть квартиру.
Мать Мики в воспоминаниях писала, что слабое здоровье мальчика в раннем детстве требовало серьёзного внимания родителей. Осенью семья ездила на море, а летом жила в Тверской губернии. Дача находилась на берегу реки в окружении соснового леса. К четырём годам мальчик хорошо говорил по-русски и по-английски, интересовался астрономией; он запомнил названия планет и любил их повторять. Часто он сидел за столом в высоком кресле, молчал, о чём-то размышлял. Изучая иллюстрации Гюстава Доре к Ветхому Завету, Мика пожалел дьявола и решил за него молиться. На ночь он молился за маму, папу, после чего прибавлял: «помилуй дьявола». В пять лет он начал учиться читать и писать. По воспоминаниям матери, именно в это время Валентин Серов и написал портрет мальчика. Он не только передал особенности Мики в то время, но и сумел выделить «основную черту его натуры, его необыкновенную живость, и оттого все находили этот портрет очень похожим и на взрослого Михаила».
Мать Мики Морозова в воспоминаниях о событиях, связанных с созданием портрета, сравнивая автора картины с Константином Коровиным, отмечала отсутствие у Валентина Серова фантазии и считала его «настоящим реалистом». Она утверждала, что художнику был свойственен «юмористический пессимизм по отношению к людям» — в человеке он видел карикатуру, отмечая в первую очередь его наиболее характерные внутренние и внешние черты. Человек Серову, по её утверждению, часто представлялся животным. По мнению Маргариты Морозовой, в его портретах редко можно было «ощутить доброе и простое отношение к изображаемому им человеку», но «детей он всегда писал особенно хорошо».
Маргарита Морозова вспоминала, что во время создания картины художник был «очень хорошо и добродушно настроен». Сама она, однако, Серова «немного побаивалась и смущалась», хотя уважала и отмечала, что он ей «нравится» как человек. Морозова писала, что в то время не хотела, чтобы Серов написал её собственный портрет, так как считала, что он недолюбливает подобных ей «дам». После одного из сеансов позирования с мальчиком он «с очень значительным и шутливо-серьёзным видом» рассказывал его матери, что слышал от Мики рассказ «„папа-леопард“ и „мама-леопард“». Рассказ мальчика рассмешил художника.
Через четыре года после создания портрета Мики Морозова Серов сделал несколько графических портретов мальчика, а также Юры и Маруси — двух других детей Морозовых. Данные графические портреты были представлены, в частности, на выставке «Салон» в 1909 году.
Доктор филологических наук Наталья Иванова приводила свидетельство Елизаветы Черняк, что в квартире поэта и писателя Бориса Пастернака на Волхонке, 14 на стене висели эскизы Валентина Серова к картине «Мика Морозов».

## Судьба картины
Длительное время картина находилась в частном собрании Михаила и Маргариты Морозовых — родителей изображённого на картине мальчика. В 1917 году полотно поступило из собрания Маргариты Морозовой в коллекцию Государственной Третьяковской галереи, где и находится до настоящего времени. Его инвентарный номер в собрании музея 5325.
Картина была неоднократно представлена на национальных и международных выставках. Среди них выставка «Мир искусства» (1902, Санкт-Петербург, на этой выставке «Мика Морозов» демонстрировался под названием «Детский портрет»). Картина экспонировалась на персональной посмертной выставке произведений художника в 1914 году в Москве и Санкт-Петербурге, на выставке работ Валентина Серова 1935 года в Ленинграде, на выставке 1957 года в Варшаве, на выставке работ художника в Москве и Ленинграде в 1958—1960 годах, на выставке, посвящённой творчеству Валентина Серова, прошедшей в 1965 году в Москве и Ленинграде и в 1966—1967 годах в Токио и Киото, на выставке 1975 года в Ленинграде, на выставке работ художника в 1991 году в Ленинграде и Москве, в 1993 году на выставке в японских городах Токио, Нара и Фукуока; на выставке 1998 года в Москве, а в 2001 году в Хельсинки.
Также полотно было показано в рамках выставки «В традициях русского искусства», проходившей в 2004—2005 годах в Смитсоновском институте в Вашингтоне, и на выставке произведений из коллекции братьев Морозовых в Фонде Луи Виттона в Париже в 2021—2022 годах. Автор статьи о возвращении экспонатов с последней выставки в Россию в газете The Art Newspaper искусствовед София Багдасарова отдельно отмечала: «„Портрет Мики Морозова“ Валентина Серова вернулся в Третьяковскую галерею в целости и сохранности». Рядом было опубликовано фото, на котором специалисты осматривают картину.

## Картина в работах советских деятелей искусства
Советский искусствовед Георгий Лебедев отмечал симпатию Валентина Серова к движению «Мир искусства» и влияние последнего на творчество живописца. В картинах Серова рубежа веков прослеживается воспоминание о старых мастерах, выразившееся в поисках единого цветового лейтмотива картины. В этом Лебедев видел влияние культа «серебряных гамм», связанного с творчеством Константина Коровина. Эта тенденция выразилась, по словам искусствоведа, в ориентации Серова «на памятники „музейной“ живописи, построенной на валёре». В качестве иллюстрации своего утверждения он приводил портрет детей художника, портрет великого князя Михаила Николаевича, а особенно — изображение Мики Морозова.
Биограф художника Вера Смирнова-Ракитина в книге, вышедшей в серии «Жизнь замечательных людей» в 1961 году, писала о нетерпимом отношении Валентина Серова к «капиталистам», но портрет Мики Морозова, по её мнению, — «лучший из детских портретов… во всей русской живописи». Она писала об этой картине: «Прелестный кудрявый ребёнок с тонким одухотворённым личиком сделан с такой экспрессией, в таком порыве, что рядом с ним кажутся неподвижными куклами все иные портреты». Хотя портрет написан в 1901 году, биограф видела его сходство с более ранними работами художника, созданными в эпоху «исканий цвета, пленэра, света». Смирнова-Ракитина утверждала, что в один ряд с этой работой могут быть поставлены только две другие картины Серова: «Портрет сына» и «Дети».
Советский искусствовед и биограф деятелей искусства Серебряного века Марк Копшицер писал о способности Валентина Серова превращать заказные работы в подлинные произведения искусства. Среди двух наиболее интересных подобных работ он называл портрет Мики Морозова. По его мнению, «Мика Морозов» — «вещь совершенно исключительная в русской, да, пожалуй, и в мировой живописи». Образ ребёнка передан с реализмом и одновременно обаянием. Среди всех живописцев, по убеждению искусствоведа, только французский импрессионист Пьер Огюст Ренуар мог сравниться с Серовым в решении задачи передать «духовный мир ребёнка, так не похожий на духовный мир взрослого человека». Сам Копшицер признавался, что, по его мнению, Валентин Серов справился с этой задачей лучше, чем французский художник: «„Мика Морозов“ более живой ребёнок, чем дети на портретах Ренуара». При этом Копшицер приводил высказывание Анатолия Луначарского, считавшего Ренуара «живописцем счастья», а ренуаровских детей называвшего «маленькими человеческими зверьками». Копшицер писал, что ему приходилось видеть, как посетители Третьяковской галереи «чуть ли не галопом мчатся из зала в зал», но застывают перед картиной «Мика Морозов», «словно притянутые магнитом, и невольно добрая улыбка появляется на лицах».
Доктор искусствоведения Мария Кнебель сообщала в воспоминаниях, что полотно «Мика Морозов» было одним из самых любимых в её детские годы. Её поражала стремительность мальчика, запечатлённого художником, его взволнованность. Она не рассчитывала найти в профессоре Михаиле Морозове сходство с Микой на картине Серова, хотя и знала, что это один и тот же человек, но во время знакомства с ним увидела, что перед ней «стоит большой, немного грузный человек, в глазах которого было что-то, поразительно напоминавшее мальчика, рвущегося со стремительной энергией вперёд». Кнебель делала вывод, что Серову удалось запечатлеть наиболее характерное в мальчике, и это самое существенное Михаил Морозов сумел пронести через всю свою жизнь. Слова Кнебель подтверждал и советский детский поэт Самуил Маршак: «Несмотря на его большой рост, мы неизменно узнавали в нём того жадно и пристально вглядывающегося в окружающий мир ребёнка, „Мику Морозова“, которого так чудесно изобразил когда-то великий русский художник Валентин Серов».
Доктор искусствоведения, ведущий научный сотрудник Третьяковской галереи Ида Гофман, анализируя картину «Девочка и фарфор» Александра Головина, писала о жизненной простоте и достоверности изображения героини. Лицо её выделяется серьёзностью, «внутренней наполненностью», «душевной прелестью». Вместе с тем, по её мнению, нет в картине радостного ощущения жизни, которое характерно для картины «Мика Морозов». Мир дорогих и красивых предметов не приносит ей радости, а подавляет.
Советский искусствовед Святослав Бэлза писал, что посетители Государственной Третьяковской галереи обычно на некоторое время задерживаются у картины Валентина Серова «Мика Морозов». Её он охарактеризовал как изображение «очаровательного мальчика лет пяти», который сидит в кресле. Бэлза отмечал «поразительно одухотворённое выражение лица ребёнка, в громадных тёмных глазах которого одновременно и детское удивление, восторженность, и недетская серьёзность, целеустремлённость». Изображённые художником глаза мальчика литературовед назвал «„глазами души“, души щедрой и пылкой». Он настаивал, что именно такие глаза Михаил Морозов сохранил на всю оставшуюся жизнь.
Заслуженный деятель искусств РСФСР Игорь Долгополов в книге «Мастера и шедевры» (1987) писал, что курчавый, с взъерошенными волосами, черноглазый малыш в белой ночной рубашке с тонкими бровями что-то увидел и застыл на месте, немного привстав на кресле. Его руки вцепились в подлокотники. Рот ребёнка приоткрыт, зрителю видны «пухлые розовые губки». Он удивлён, но может спустя короткое время вскочить, для того, чтобы попытаться понять то, что его заинтересовало. Долгополов считал, что художнику удалось подсмотреть, а затем живо, неподражаемо отразить реальное событие.
Кандидат искусствоведения Геннадий Чугунов утверждал, что детские портреты Валентина Серова «бывали хуже или лучше», но неудачных среди них нет. Именно Серов лучше других русских художников своего времени мог передать внутреннюю сущность ребёнка. Портрет Мики Морозова Чугунов отмечает за «глубину, проникновенность и удивительную сдержанность образных решений».
Для старшего научного сотрудника Всесоюзного музейного объединения «Государственная Третьяковская галерея» Виктора Розенвассера Мика Морозов — «воплощение живой детской радости». Искусствовед отмечал диагональное построение композиции полотна и контраст белой рубашки мальчика с тёмным передним и задним планами картины, а также тонкость изображения эмоционального состояния Мики — детали передают его волнение: стремительность движений его рук, горящий взгляд карих глаз, приоткрытые губы.

## Деятели культуры России о картине
Официальный сайт Третьяковской галереи считает, что портрет стал «одним из олицетворений детства в русском искусстве». Он близок литературным образам детей, которые были созданы русскими писателями XIX — начала XX веков: Сергеем Аксаковым, Владимиром Одоевским, Антонием Погорельским, Львом Толстым, Николаем Гариным-Михайловским и Антоном Чеховым. Как и Валентин Серов, по мнению автора статьи, эти писатели сумели глубоко понять «сущность души ребёнка».
Сотрудница Государственного музея изобразительных искусств имени А. С. Пушкина Елена Рачеева подчёркивает в картине «хрупкую фигурку, взлохмаченную голову, горящие глаза» мальчика. Именно эти детали позволяют «ощутить черты характера порывистого Мики и мир его переживаний». Художник отказался от экспрессивных художественных средств. В картине «всё сдержанно: композиция, цветовая гамма».
Доктор искусствоведения, член-корреспондент Российской академии художеств Дмитрий Сарабьянов в монографии о творчестве Серова, изданной на английском языке, отмечал активность Мики Морозова, чему должна соответствовать пространственная среда, которая позволила бы фигуре в воображении зрителя как бы продолжить начатое движение. Живописная поверхность полотна расширяется, вбирая в себя фигуру мальчика с целой системой окружающих его объектов и соединяя их в уравновешенную композицию. Движение позволяет художнику охватить событие полностью и придать ему монументальность. Сарабьянов писал: «достоинства [картины] заключаются не в эффектности или ярких красках, а в мимолётности, которой может достичь только большой талант, острый и очень чуткий глаз».
Российский искусствовед, заслуженный деятель искусств РСФСР Паола Волкова в книге «Мост через бездну» (2015) сравнивала изображение ребёнка в разные эпохи. В XVI и XVII веках детей изображали как взрослых. В XIX веке живописцы уже отмечали «определённую возрастную ступень», а для второй половины XIX века, по мнению Волковой, характерна ещё «одна новая краска» — «подчас эмоциональный или психический, или внутренний мир ребёнка значительней, нежели мир взрослого человека». Взрослый живёт «в мире социально определённом» — в «ложном и закрытом» мире. Полная открытость свойственна, с точки зрения художников того времени, именно детям. Примером этого Волкова называет картину «Мика Морозов». Картина — «это не просто эмоциональное или духовно полное состояние, это переполненный мир. Причём ребёнок в этом мире существует самостоятельно». Эту самостоятельность изображённого на полотне мальчика Волкова называет загадочной. Она отмечала, что именно со второй половины XIX века художники «начинают заниматься только спасением мира», дети их интересуют мало. Поэтому трактовка Серовым ребёнка на портрете Мики Морозова «самая малочисленная и очень быстро обрывающаяся», но одновременно и «самая глубокая, самая плодотворная». Волкова приводила эпизод неких воспоминаний, не указывая их автора, в котором неизвестная по имени женщина присутствует на лекции Михаила Морозова о творчестве Уильяма Шекспира. Неожиданно в её сознании «разряд молнии сверкнул» — она узнала в лекторе изображённого на картине Серова мальчика: «Он не изменился, он просто стал очень взрослым человеком. У него появилось брюшко, но щёчки у него остались такими же, и носик такой же, и ротик такой же. И всё отношение к жизни у него не изменилось вообще».
Паола Волкова писала, что Серов видел в человеке черты неизменяемые и проявленные особенности его личности. Художник много лет знал Мику Морозова и мог написать его портрет, по утверждению автора книги, «20000 раз», но написал только однажды. Искусствовед характеризовала персонажа картины как «непоседливого, порывистого, включённого всеми клеймами в жизнь человека, бесконечно непрерывного, заряженного особым каким-то азартом постижения, при этом с какой-то внутренней духовной сосредоточенностью». Особо Волкова подчёркивала экстравертность, динамику, «секундную способность к изменениям», многоплановость мальчика. Вывод, который делала Паола Волкова в результате анализа портрета: «личность как таковая в основных своих чертах складывается намного раньше [чем это предполагают педагоги]. Но искусство этот вопрос почти не фиксирует, а Серов, которому это видение было свойственно как дар, как талант, это фиксирует».
Переводчица с английского и мемуаристка, одна из руководителей Российского Теософского общества Мария Дроздова-Черноволенко писала, что Михаил Морозов публично не отождествлял себя с персонажем картины Валентина Серова, но студенты легко отождествляли их: «Его внешность — огромные глаза и выразительные пунцовые губы-вишни была всё та же, как у четырёхлетнего малыша в белой рубашке на знаменитой картине». Мемуаристка вспоминала, что уже после окончания вуза бывшие студенты Морозова договаривались между собой и целой группой приходили в Третьяковскую галерею, чтобы посмотреть на его портрет кисти Серова.
Кандидат педагогических наук Светлана Ганина в статье «Феномен детства в русской культуре XIX — начала XX в.: культурно-философский анализ русской живописи» (2012) отмечала в картине Серова «свежесть открытия мира» ребёнком, а культ детства считала одной из важнейших линий творчества художника. Валентин Серов убедительно изображает «эмоциональность, непосредственность и порывистость внутреннего мира ребёнка», который открыт окружающему миру и воспринимает его «с абсолютным и непомерным восторгом». Тема портрета, по мнению Ганиной, — «счастливая пора детства… восторг удивления чудесным невиданным миром». Автор статьи делала вывод: «Мика счастлив в своём неведении сути жизни»…
Ганина сравнивала подход к ребёнку Серова и художников «Мира искусства». Многие художники «Мира искусства» в отличие от автора «Мики Морозова», по её мнению, пытались «зафиксировать игровые, ярко театральные, откровенно костюмированные черты». В качестве примера она приводила изображение детей в маскарадных костюмах, созданные Борисом Кустодиевым. Причины пристального внимания Валентина Серова к теме детства Ганина предлагала искать в «сумбурном» детстве самого художника.

## Картина в зарубежном искусствоведении
Чехословацкий искусствовед Владимир Фиала сравнивал две картины Серова, посвящённые детям: «Дети. Саша и Юра Серовы» и «Мика Морозов». Он считал, что вторая картина лучше передаёт «очарование момента и детскую непосредственность»: «На сером фоне на самом краю стула мальчик в белой рубашке с задорно-игривым лицом и горящими глазами». Он вцепился в подлокотники, «в любой момент готов вскочить и продолжить игру». Обе работы чехословацкий искусствовед относил к интимным портретам художника. Они написаны «чутко, с отчётливо выраженной любовью к людям». Фиала отмечал деликатность живописи и пастельный характер картины, придающие ей поэтичность, которая отсутствует почти во всех заказных парадных портретах.

## Картина в культуре
Ведущий научный сотрудник Российской государственной библиотеки Елена Ярошенко (писательскую деятельность она осуществляет под псевдонимом Елена Хорватова) в документально-публицистической книге «Маргарита Морозова. Грешная любовь» (2004) утверждала, что Серов должен был в 1901—1902 годах выполнить целую серию портретов семейства Морозовых в соответствии с поступившим ему заказом. Анализируя портрет Мики Морозова, она пишет об изображении «кудрявого мальчика, с удивлённо распахнутыми, наивными глазами и трогательными тоненькими пальчиками, застывшими на подлокотниках старинного кресла». Особо Ярошенко отмечает, что этот портрет не является парадным, он передаёт «непосредственность характера и переживаний ребёнка». Картина быстро приобрела широкую известность. Если другие портреты Валентина Серова вызывали споры, то этот был с энтузиазмом воспринят всеми художественными критиками.
Ярошенко называла портрет Мики Морозова «эталоном совершенства» и «шедевром детского портрета», но отмечала, что сам Серов, когда заходила речь об этой его картине, был краток: «Ничего, как будто что-то получилось». Портрет Мики Морозова автор книги противопоставляла портрету его отца, также исполненному Серовым, но уже в 1902 году. Михаил Абрамович рассчитывал на «парадное, „императорского уровня“ изображение», но получил совершенно иную картину. Когда же картина была представлена на выставке художественного объединения «Мир искусства», то среди её оценок были: «Огородное чучело, кабан, выскочивший на охотника и остановившийся с разбегу» и «чугунный человек, памятник крупному капиталу». Морозов был готов устроить публичный скандал, но супруга уговорила его «не выставлять себя посмешищем перед московской богемой». Портрет был повешен на почётном месте в доме Морозовых. Художник получил в пять раз меньше денег, чем обычно платили за парадные портреты, новых заказов на детские портреты и на полотно с изображением Маргариты Морозовой не последовало. Ярошенко утверждала, что фабрикант стал подозревать супругу в особых отношениях с Серовым, поэтому написать её портрет художник смог только в 1911 году (через 8 лет после смерти мужа).
Сороковой выпуск телевизионной программы «Третьяковская галерея. История одного шедевра» был посвящён картине Валентина Серова «Мика Морозов». Режиссёром-постановщиком документального фильма выступил лауреат Государственной премии Российской Федерации в области литературы и искусств Владимир Венедиктов, а автором сценария — Ольга Сарнова.
Доктор химических наук Вильям Смит в книге «После выставки Серова. Портреты, судьбы, история…» отдельную главу посвятил портрету Мики Морозова. Причиной создания картины он называет озарение художника, увидевшего неожиданно вбежавшего в комнату мальчика. Смит утверждал, что Серову на создание портрета потребовалось только три сеанса позирования по полчаса каждый. Особенностью портрета автор книги называл отсутствие у мальчика прошлого, а будущее наследника крупного состояния представлялось в то время «книгой с белоснежными страницами». Мика выглядит на полотне преисполненным «высшей красоты», которую Вильям Смит связывает с его восторгом перед чудесами окружающего мира. Мальчик выдумал фантастическую страну Леберкалию, о которой рассказывал художнику. Жители её были воинами и охотниками, часто справляли праздники, отличались отвагой и великодушием.
Вильям Смит считал, что обаяние портрета связано с «ностальгическими мотивами» самого художника. Серов вспоминал, что так же, как Мика Морозов, сам смотрел в детстве на жизнь, казавшуюся ему тогда чудом. «В образе Мики ему хотелось передать то самое „отрадное“, что бывает в детстве почти у каждого и что потом размывается, разламывается, чтобы наконец исчезнуть без следа у скучного взрослого человека», — утверждал Смит. Он отмечал, что сам Серов высоко оценил свою работу.
Эстонский писатель Рейн Пыдер опубликовал рассказ «Предчувствие», переведённый на русский язык для таллиннского журнала «Вышгород». Четырёхлетний Мика Морозов босиком в развевающейся ночной сорочке и с книгой под мышкой вбегает в комнату, где с его матерью разговаривает незнакомый мальчику художник Антон (так в рассказе назван Валентин Серов). Гость принимает решение написать портрет Мики. Сначала мальчик позирует, стоя на пороге с книгой в руках. Затем художник усаживает его в кресло и пытается удержать на месте, втянув в беседу. Наконец, он принимает решение, что мальчик должен, сидя в кресле, готовиться вскочить с места.
В процессе работы над портретом художник убеждается, что мальчик обладает удивительными талантами: он уже владеет английским языком, интересуется астрономией, умеет писать. Работа над портретом продолжается две недели. Мальчик рассказывает Антону о выдуманной им стране Леберкалии. Стоя перед уже законченным портретом, художник убеждается, что изображённый на нём мальчик напоминает ему самого себя в детстве. Мика проживает долгую жизнь и всё это время остаётся тем самым мальчиком с портрета, на котором он запечатлён в четырёхлетнем возрасте.

## Картина в педагогике и методике преподавания изобразительного искусства и русского языка
Кандидат педагогических наук Любовь Ворошнина предлагает в практическом пособии для академического бакалавриата использовать картину «Мика Морозов» и другую картину Серова «Девочка с персиками» на занятии по развитию речи дошкольников. Цель занятия — «Учить видеть в картине необычное — цвета, оттенки, позу героя, окружающую обстановку. Самостоятельно составлять описательный рассказ, используя соответствующие выразительные средства речи». Ворошнина предлагает сопровождать знакомство с картинами музыкой — пьесами Петра Ильича Чайковского «Шутка» и «Новая кукла». Воспитатель предлагает детям сравнить настроение двух картин Серова, глаза, позы, жесты персонажей, изображённых на полотнах, цветовую гамму этих картин.
Доктор филологических наук Татьяна Игнатович, доктор педагогических наук Лариса Мурина и методист Жанна Жадейко в книге «Русский язык: Учебное пособие для 8 класса учреждений общего среднего образования с белорусским и русским языками обучения», допущенной для преподавания Министерством образования Республики Беларусь, предлагают школьникам, основываясь на анализе картины «Мика Морозов» искусствоведом Еленой Рачеевой, сначала прочитать текст статьи искусствоведа, приведённый в пособии, определить его тип и стиль речи, тему и основную мысль, а затем написать его под диктовку. Далее авторы предлагают сравнить две картины «Мика Морозов» и «Портрет мальчика в соломенной шляпе» Ивана Хруцкого по вопросам: «Что объединяет работы художников?» и «Чем отличаются портреты?».
Методисты начальной школы Ирина Яценко и Татьяна Ситникова в пособии «Поурочные разработки по русскому языку. 4 класс» детально рассматривают методику проведения сочинения по картине Валентина Серова «Мика Морозов». Само это задание к учащимся написать сочинение по картине размещено в книге доктора педагогических наук Всеслава Горецкого и кандидата педагогических наук Валентины Канакиной «Русский язык. 4 класс. Учебник для общеобразовательных организаций в 2-х частях», рекомендованной Министерством образования и науки Российской Федерации. В книге приводится развёрнутое описание картины и иллюстрация в «Картинной галерее» учебника, а школьникам предлагаются вопросы по тексту, работа с двумя искусствоведческими понятиями, определение характера мальчика, изображённого на картине, и как результат этого — написать сочинение по картине.
Доктор филологических наук Мария Каленчук, доктор философских наук Наталия Чуракова и методист Татьяна Байкова используют полотно Мика Морозов в теме «Работа с картиной. Устное сочинение». Работа над устным сочинением состоит в учебнике соавторов для 3 класса из серии вопросов, на которые ученик должен дать ответы: Подходит ли имя мальчику? Какие детали на картине помогли тебе определить возраст мальчика? Можно ли по внешним деталям (по одежде, причёске ребёнка) сделать вывод о времени суток?… Помнишь ли ты себя в возрасте Мики Морозова? Этот мальчик похож на тебя в раннем детстве или нет?…. Кандидат педагогических наук Светлана Тивикова предлагала использовать работу над картиной «Мика Морозов» для развития речевого поведения учащихся 2 класса.
Елена Никитина в словарике по изобразительному искусству для младших школьников сравнивала героя картины с белым мотыльком, ссылаясь на его белоснежную рубашку. По её мнению, он в ней спал и только что выбрался из постели, присев в кресло. Также он похож на одуванчик, так как его «светлые курчавые волосы, всклокоченные после сна», похожи на этот цветок, когда он отцвёл и с порывом ветра готов «отправиться в путешествие». Мальчик вскакивает с тёмного тяжёлого кресла. Его взгляд прикован к чему-то за открытой дверью во двор или в соседнюю комнату. Елена Никитина задавалась вопросом: «Куда сейчас полетит мотылёк-одуванчик Мика?» Среди возможных ответов: на террасу ловить бабочку павлиний глаз, посмотреть огромного шмеля или переливающегося всеми цветами радуги жука, увидеть над садом радугу после утреннего дождя.
Методист дошкольного образования Евгений Краснушкин в книге «Портрет. Методические рекомендации к наглядно-дидактическому пособию для занятий с детьми 4—7 лет» предлагал рассматривать «Мику Морозова» в сравнении с картиной «Пасечник» (1882) Ивана Крамского. Сам портрет Мики Морозова он называл «едва ли не лучшим детским портретом в русской живописи». Педагогу на занятии с детьми он советовал обратить внимание, что мальчик «представлен в живом непосредственном движении в момент общения с близкими ему людьми». Художник не просто относится к своему персонажу с любовью, он восхищается им. Краснушкин приводит в своей книге эпизод создания картины. Мальчик, позировавший художнику, спросил: «Дядя, а тяжело ли красить?» Серов ответил: «Если бы ты только знал, как тяжело!» Краснушкин советовал обратить внимание детей на свободный, широкий мазок художника, а для этого предлагал сделать сравнение с картиной «Кружевница» Василия Тропинина, который написан «гладко», сравнить на двух портретах складки одежд и фон.
В завершение занятия по картине Валентина Серова Краснушкин предлагал педагогу попросить детей принять «по очереди» то положение тела, которое у Мики Морозова на портрете. После же этого сравнить его с другими, уже изученными на предыдущих занятиях портретами: в отличие от мальчика кружевница смотрит на художника, Василий Перовский на картине Карла Брюллова — на стоящих перед ним людей, а пасечник с картины Крамского поглощён своими думами и поэтому не обращает внимание на внешний мир. Учащиеся должны прийти к выводу: на более ранних портретах модель позирует, а на более поздних художник изображает персонаж в одном из естественных состояний.
- Василий Тропинин. Кружевница, 1823. Третьяковская галерея
- Карл Брюллов. Портрет генерал-адъютанта графа Василия Алексеевича Перовского, 1837. Третьяковская галерея
- Иван Крамской. Пасечник, 1872. Третьяковская галерея